# Wolf Eyes
Wolf Eyes est un groupe de noise rock américain, originaire de Détroit, dans le Michigan. Il s'agissait au départ d'un projet solo de l'ancien membre de Nautical Almanac, Nate Young, rejoint par Aaron Dilloway en 1998, puis par John Olson en 2000. Le groupe a aussi collaboré plusieurs fois avec Andrew Wilkes Krier connu sous le nom Andrew W.K., qui est un vieil ami d'Aaron.
Le groupe compte plus de 150 enregistrements au cours de sa carrière. Mike Connelly du groupe Hair Police remplace Aaron Dilloway en 2005, en raison de son départ pour le Népal. Dilloway collabore toutefois encore régulièrement avec le groupe. Les deux tournées majeures du groupe ont été faites avec Sonic Youth et Andrew W.K..

## Biographie
Wolf Eyes est formé comme projet solo de solo de l'ancien membre de Nautical Almanac, Nate Young, rejoint par Aaron Dilloway en 1998. John Olson joue occasionnellement avec Wolf Eyes sous le nom de Spykes et viendra au sein de Wolf Eyes en 2000 après la séparation d'Universal Indians.
En 2005, Aaron Dilloway quitte Wolf Eyes, désintéressé par une longue tournée. Mike Connelly (de Hair Police, Failing Lights et Clay Rendering) remplace Dilloway, participant à l'album Human Animal. Dilloway produira aussi Human Animal. Il jouera depuis, avec eux à deux reprises (Empty Bottle Chicago, IL, le 25 février 2006, et au No Fun Fest de Brooklyn, NY, le 18 mars 2006).
En février 2013, le départ de Mike Connelly est annoncé ; celui-ci se consacrera à ses projets en solo et à son groupe, Hair Police. Il est remplacé par un autre musicien issu du Michigan, Jim Baljo. Both Aaron Dilloway et Mike Connelly apparaissent sur l'album No Answer: Lower Floors (2013).

## Discographie partielle

### 1997
- Wolf Eyes cass (Hanson Records)

### 1998
- Heatwave cass (Hanson Records)

### 1999
- split w/ Nautical Almanac LP (Hanson)

### 2000
- Fortune Dove split w/ Andrew W.K. 12" (Bulb Records)
- Wulf Eys / Andy W. Krier cass (Meatball)
- Live Summer '00 cass (American Tapes)
- With Spykes CD-R (Hanson)
- Half Dogs CD-R (American Tapes)

### 2001
- Egypt Skull CD-R (American Tapes)
- Wolf Eyes CD (Bulb Records)
- split w/ Metalux cass (Spite)
- Live Vol. 1 CD-R (Little Hands)
- Moral Witchcraft CD-R (American Tapes)
- Droll cass (American Tapes)
- Untitled aka Dubbed At Ft. Thunder cass (Hanson)
- Fuck Cleveland CD-R (American Tapes)
- Scowl CD-R (American Tapes)
- Droll Vol. 2 cass (American Tapes)
- Technical Difficulties CD-R (Little Hands)
- Sandpapered Eyes CD-R (American Tapes)
- Dread LP (Hanson/American Tapes) (réédité en  CD en 2002 sur Bulb label)
- split w/ Old Bombs CD-R (Betley Welcomes...)
- Droll Vol. 3 double cass (American Tapes)
- Throat Virus Alive CD-R (American Tapes)
- Not Out Laws 3"CD-R (American Tapes)
- Not Our Laws Vol. 2 3 CD-R (American Tapes)
- Droll Vol. 4 cass (American Tapes)
- Black Aroma CD-R (American Tapes)
- Slicer cass (Hanson) (réédité en  CD en 2002 sur Bulb label)
- Chimes in Black Water w/ Black Dice CD-R (American Tapes)
- Music for Valie Export CD-R (American Tapes)
- Droll Vol. 5 cass (American Tapes)
- Early Vol. 1 cass (Hanson)
- Y'all Must Be Really Mad at Something CD-R (American Tapes)
- Droll Vol. 7 cass (American Tapes)

### 2002
- split w/ Crack 12" (F-Cute)
- Black Rat Floods 3"CD-R (American Tapes)
- Dead Hills 3" CD-R (American Tapes)
- Droll Vol. 6 cass (American Tapes)
- Live at Bulb CD-R (Bulb)
- "Cut The Dog" b/w "Friday the 13th" 7" (American Tapes)
- Possession Tissues 4 x CD-R boxset (American Tapes)
- Uglied CD-R (Polyamory)
- Snake Transmitters CD-R (American Tapes)
- Fuck Pete Larsen LP (Bad Glue) (réédité en  CD en 2004 sur Wabana label)
- Droll Vol. 8 cass (American Tapes)
- "Powerless" one-sided 7" (American Tapes)
- Interminal Bleedings CD-R (American Tapes)
- Strangulation Tank CD-R (American Tapes)
- Throats Filled With Concrete CD-R (American Tapes)
- Dead Hills CD / picture LP (Troubleman)
- Chimes in Black Water Vol. 2 w/ Black Dice CD-R (American Tapes)

### 2003
- Droll Vol. 9 cass (American Tapes)
- Droll Vol. 11 cass (American Tapes)
- "Dry Sockets" one-sided 7" (American Tapes)
- Strangled in Filth CD-R (American Tapes)
- Community Mental Health CD-R (American Tapes)
- Star Burke CD-R & tape & 7" (no label)
- Fuck Birmingham cass (American Tapes)
- Droll Vol. 12 cass (American Tapes)
- Mugger CD-R (Hanson)
- Covered in Bugs DVD (Hanson)
- Chimes in Black Water Vol. 3 w/ Black Dice CD-R (American Tapes)
- split w/ Smegma cass (American Tapes)
- Biles CD-R (American Tapes)
- Asylum Style CD-R (American Tapes)
- Recycled cass (RRRecords)
- Undertakers Vol. 1 cass (Since 1972)
- Undertakers Vol. 2 cass (Polyamory)
- Punx Mafia AHOY! split w/ Pengüin Lüst LP (American Tapes)
- Fuck the Old Miami 3" CD-R (Chondritic Sound) (réédité en LP en 2005 chez Important Records)
- split w/ Emil Beaulieau anti-7" (RRRecords)
- Asylum Style Part 2 CD-R (American Tapes)
- Untitled presto lathe-cut 10" (no label)
- Untitled w/ Black Dice LP (Fusetron)
- Untitled w/ John Wiese 7" (American Tapes)
- The Beast w/ Smegma LP/CD (De Stijl)
- Droll Vol. 13 cass (American Tapes)

### 2004
- Droll Vol. 14 cass (American Tapes)
- Asylum Style 3 CD (American Tapes)
- Asylum Style 4 CD (American Tapes)
- Live Scum CD-R (Hanson)
- Fuck the Firesidebowl CD-R (Audiobot)
- "Depth Charges" one-sided 7" (American Tapes)
- Undertakers Vol. 3 cass (Gods of Tundra)
- Asylum Style 5 CD (American Tapes)
- Stabbed in the Face 12" (Sub Pop)
- with John Wiese Two CD (American Tapes)
- Droll Vol 15 cass (American Tapes)
- Droll Vol 16 cass (American Tapes)
- Asylum Style 6 CD (American Tapes)
- Burned Mind CD (Sub Pop) & LP (Hanson / American Tapes)
- Droll Vol 17 cass (American Tapes)
- Stabbed In The Face split 12" with Panicsville (Nihilist)
- Dog Jaw CD-R (Heresee)
- Lost Sockets 10" (Crippled Intellect)
- Fuck The Pigs CD-R (no label)
- with Double Leopards Breeding Turbines cass (American Tapes)
- Asylum Style 7 CD (American Tapes)
- Droll Vol 18 cass (American Tapes)

### 2005
- Droll Vol 10 3 x cassette set American Tapes (American Tapes)
- Asylum Style 8 CD American Tapes (American Tapes)
- Breeding Turbines Vol. 2 (with Double Leopards) CD (American Tapes)
- Droll 19 cass American Tapes (American Tapes)
- Asylum Style Ten 6 x CD set American Tapes (American Tapes)
- Lung Malfunction (Gods of Tundra)
- Deranged CD-R (Gods of Tundra)
- Live!!! (with Hair Police) cass (Purple Stuff)
- Live At Banfields East CD-R (American Tapes)
- Human Slaughterhouse Demos CD-R (American Tapes)
- Buried By Fog CD-R (Gods of Tundra)
- River of Haze CD-R (Gods of Tundra)
- Rotting Remains 7" lathe (Kning Disk)
- Asylum Style 9 CD-R (American Tapes)
- Asylum Style 10 6 CD-R set (American Tapes)
- Wolf Eyes / Prurient LP (Gods of Tundra)
- The Warriors (with Prurient) CD (Hospital)
- The Value of An Empty Body part 1 cass (American Tapes)
- The Value of An Empty Body part 2 cass (American Tapes)
- untitled 7" lathe (Aryan Asshole)
- Slam Section cass (Fag Tapes)
- Nightmares in XXXmas 2 x CD-R (American Tapes)

### 2006
- Live Corruption cass (Gods of Tundra)
- Six Arms And Sucks (Live In Porto) CD-R (Esquilo)
- River Slaughter 2XLP (Hospital Productions)
- Black Vomit (with Anthony Braxton) CD (Victo)
- Stained Lines CD-R (American Tapes)
- Yes, I Am Your Angel split LP with The Skull Defekts (Fang Bomb)
- Guillotine Keys one-sided LP (Ultra Eczema)
- The Driller Live in San Francisco CD-R (Enterruption)
- Strangle Rations CD-R (American Tapes)
- Tests From The Comfort Zone CD-R (Gods of Tundra)
- The Black Plague split w/ Grey Daturas CD (Heathen Skulls)
- Driller b/w Psychogeist 12" (Sub Pop)
- Human Animal CD/LP (Sub Pop)
- Wolf Eyes (Live in Toronto) CD-R (Sub Pop)
- Live Frying: Chicago CD-R (American Tapes)
- Tin Coffin 2 2CD-R+cass (American Tapes)
- Wheels Of Confusion Vol.1 CD-R (American Tapes)
- Wheels Of Confusion Vol.2 CD-R (American Tapes)
- Wheels Of Confusion Vol.3 CD-R (American Tapes)
- Manchester Is Dead CD-R (Gods Of Tundra)

### 2007
- Black Wing Over The Sand CD/LP (Ideal Recordings)
- Shattered cass (Hospital Productions)
- Hell Made Man CD-R (American Tapes)
- Made Hell Man CD-R (American Tapes)
- Man Made Hell CD-R (American Tapes)
- Time of Clearing CD-R (American Tapes)
- Vacuum CD-R (Gods Of Tundra)
- Wolf Eyes / Spykes / Failing Lights / Nate Young 2xLP (Troubleman Unlimited)
- Tin Coffin Three 2xCD 1xCass (American Tapes)